# 雨宮巽
雨宮 巽（あまみや たつみ、1892年（明治25年）12月15日 - 1945年（昭和20年）6月30日）は、日本の陸軍軍人。最終階級は陸軍中将。

## 経歴
山梨県出身。名古屋陸軍地方幼年学校、中央幼年学校を経て、1914年（大正3年）5月、陸軍士官学校（26期）を卒業。同年12月、歩兵少尉に任官し歩兵第49連隊付となる。1925年（大正14年）11月、陸軍大学校（37期）を卒業した。
1926年（大正15年）12月、参謀本部付勤務となり、参謀本部付（支那駐在）、歩兵第49連隊大隊長、参謀本部員（支那課）、兼陸大教官、南京駐在武官、陸軍省軍務局付などを経て、1937年（昭和12年）11月、歩兵大佐に進み大本営報道部企画課長に就任。
1938年（昭和13年）7月、北支那方面軍参謀（2課長）に発令され日中戦争に出征。1939年（昭和14年）7月、陸軍兵器本廠付（商工省物資調整官）に転じ、1940年（昭和15年）8月、陸軍少将に進級した。
1941年（昭和16年）3月、北支那方面軍司令部付（天津特務機関長）に発令され、1943年（昭和18年）6月、独立混成第6旅団長に転じ京漢線沿線警備に従事した。同年10月、陸軍中将に進級。1944年（昭和19年）2月、第24師団長に就任し満州に駐屯。その後、第32軍隷下に転じて沖縄戦に参戦し、1945年6月30日に自決した。

## 栄典
- 1940年（昭和15年）11月10日 - 紀元二千六百年祝典記念章[5]

## 著作
- 『私の見た支那』陸軍画報社、1937年。